# Ferdowsi lisant le poème Shahnameh devant le shah Mahmoud de Ghazni
Ferdowsi lisant le poème Shahname devant le shah Mahmoud de Ghazni est une peinture de Vardges Sureniants peinte en 1913 et conservée à la galerie nationale d'Arménie. Elle met en scène le poète persan Ferdowsi, lisant son œuvre, le Shahname (ou Livre des Rois), devant le shah Mahmoud de Ghazni.